# 第17回BRICS首脳会議
第17回BRICS首脳会議（だい17かいブリックスしゅのうかいぎ、英: 17th BRICS summit）は、2025年7月6日から7月7日にブラジル・リオデジャネイロで開催されたBRICS首脳会議。

## 背景
2025年4月、BRICS首脳会議に先立ちブラジルのリオデジャネイロで外相会合が開催された。閣僚は合意された共同声明は発表しなかったが、アメリカのトランプ政権による保護主義的な貿易慣行の増加について懸念を表明した。
サミット開幕の前日、BRICSが運営する新開発銀行にコロンビアとウズベキスタンが加盟した。ジルマ・ルセフ総裁は他にも複数の国が審査中であると述べ、同銀行のさらなる拡大を示唆した。

## 議題
サミットでは「平和と安全保障」「多国間主義の強化」「気候変動対策」「金融」「人工知能」に関するテーマについて議論が行われ、人工知能（AI）のグローバル・ガバナンスに関する宣言を採択した。
宣言では、包括的で持続可能で人権を尊重するAI技術の開発と、応用のための国際原則の確立を促進することを求めると表明した。また、国連に対してAIのグローバルルールの策定を率先して行うよう求める宣言を可決し、この急速に進化するAI技術が「先進国と発展途上国の間の不平等を深めてはならない」とも強調した。

## 参加国首脳

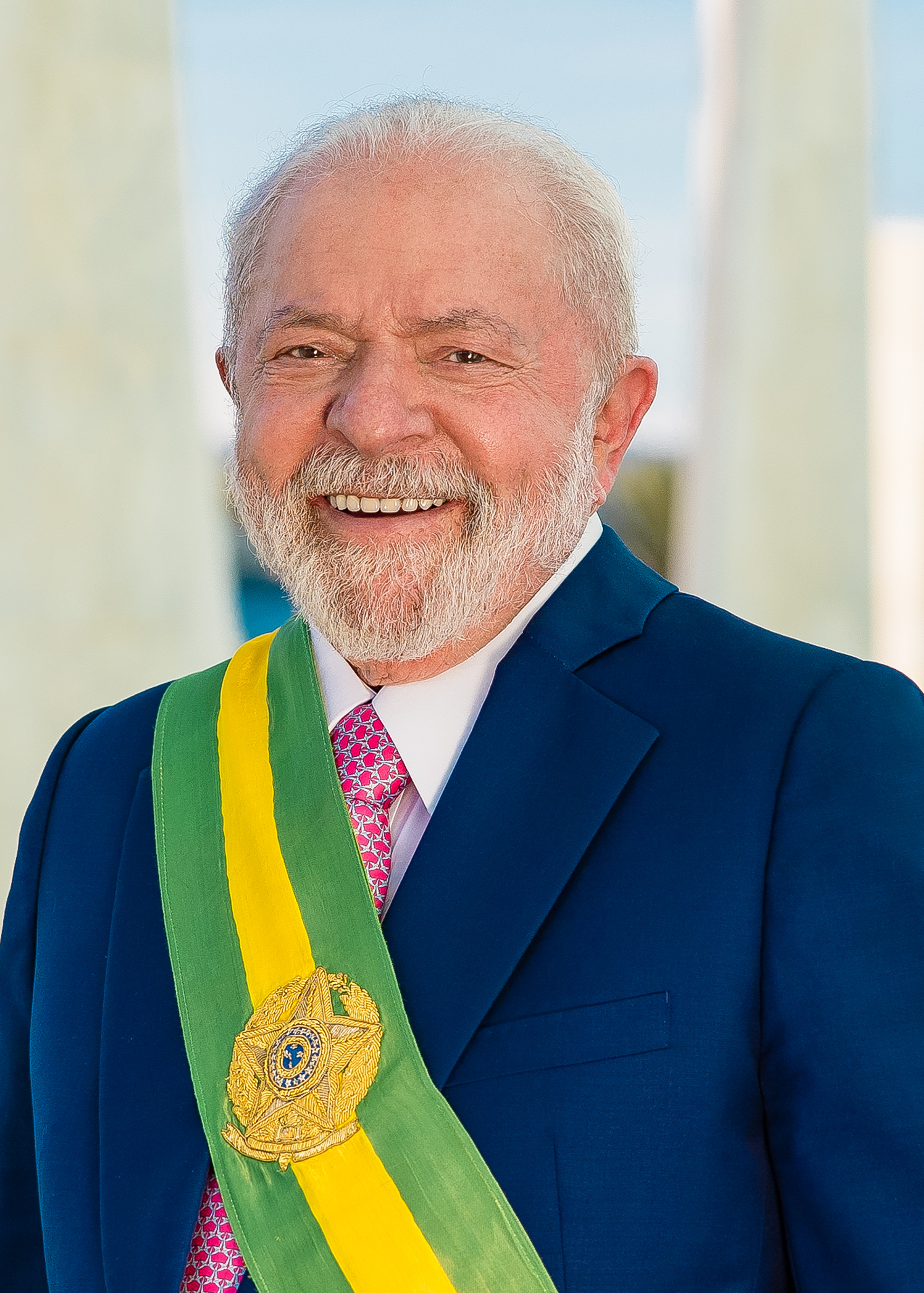
ブラジル (議長国) ルイス・イナシオ・ルーラ・ダ・シルヴァ（大統領）
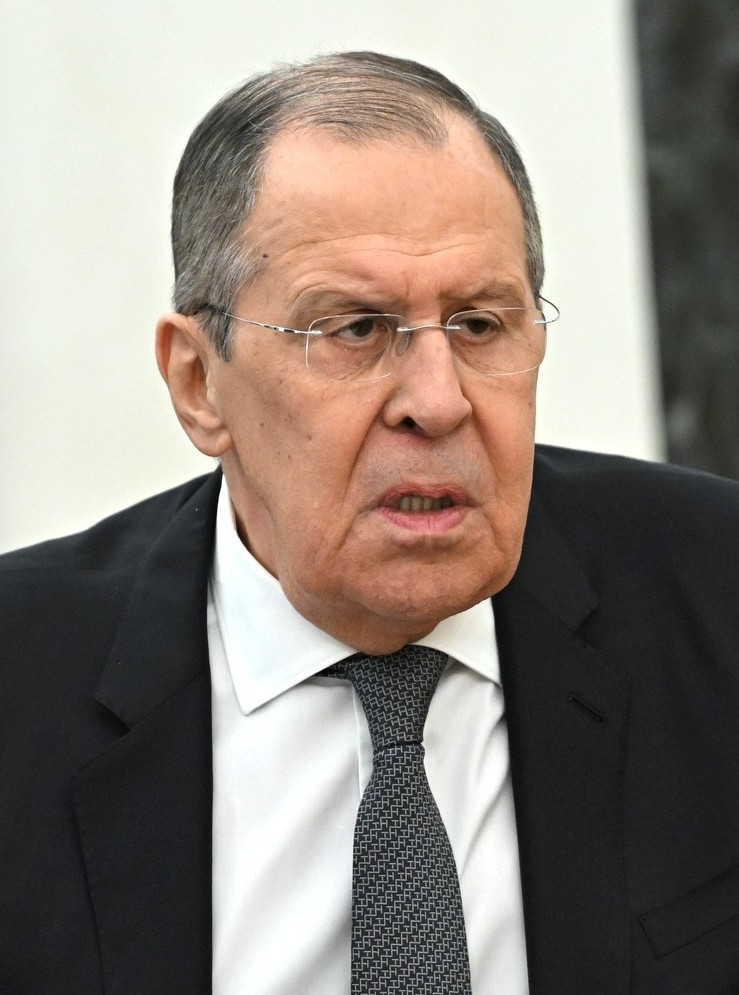
ロシア セルゲイ・ラブロフ（外務大臣）
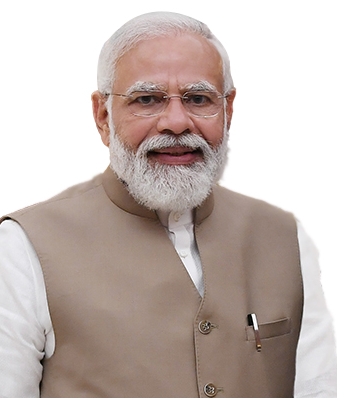
インド ナレンドラ・モディ（首相）
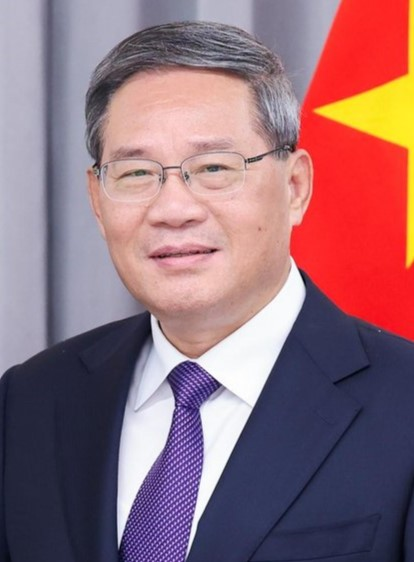
中国 李強（国務院総理）
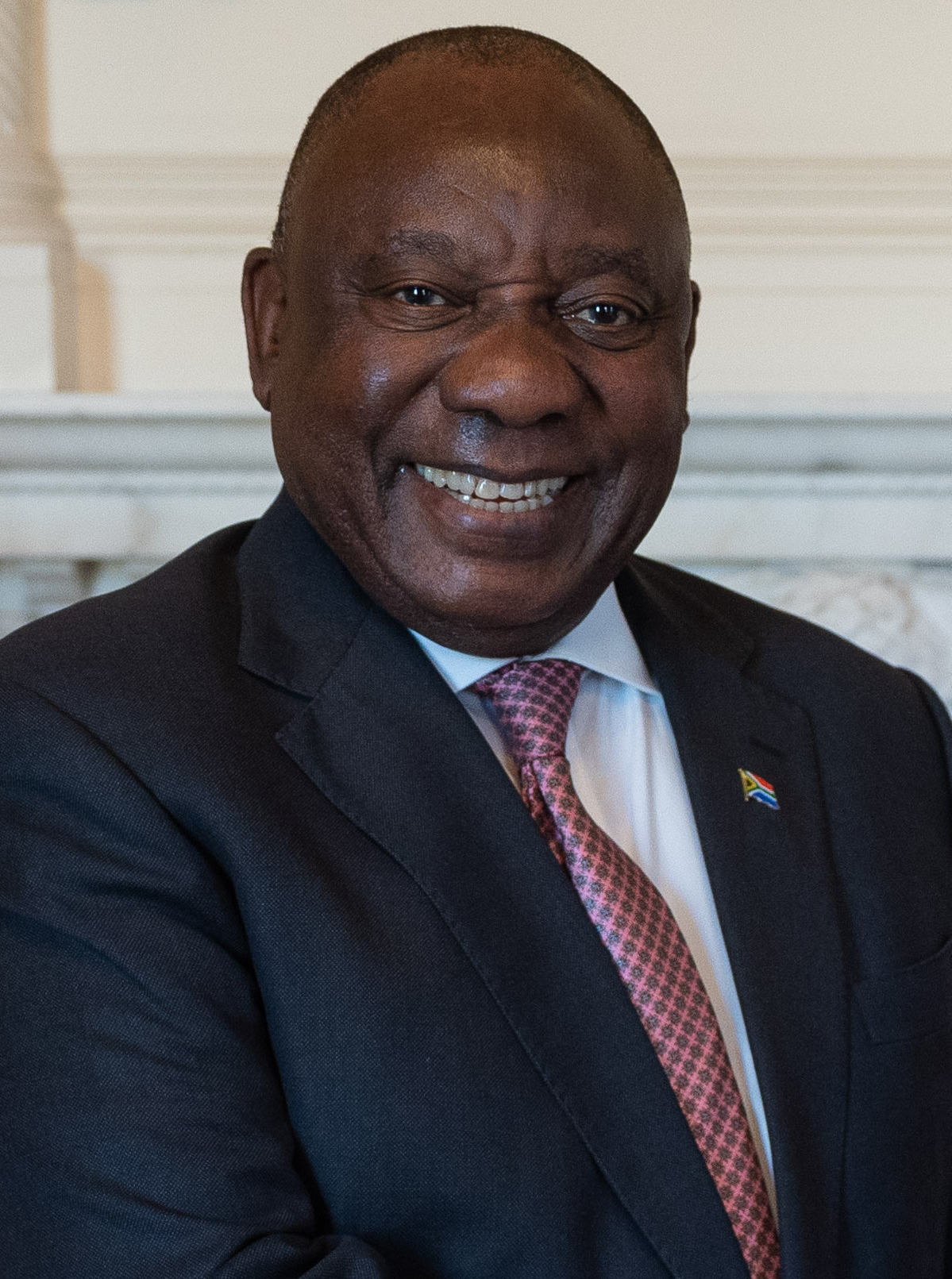
南アフリカ シリル・ラマポーザ（大統領）
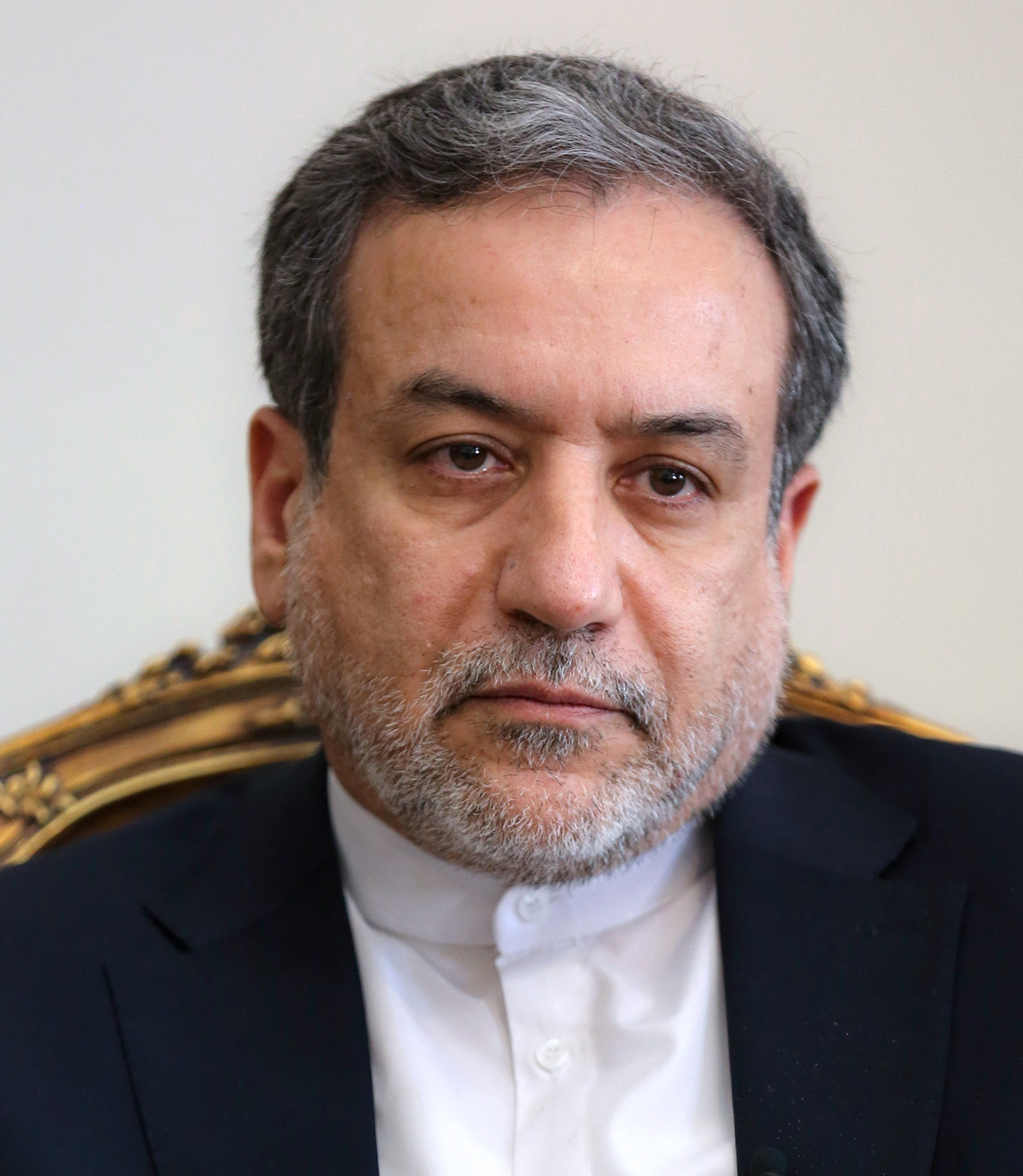
イラン アッバース・アラーグチー（外務大臣）
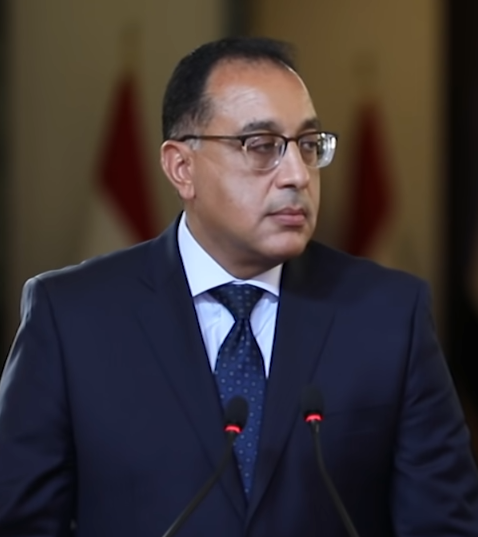
エジプト モスタファ・マドブーリー（首相）
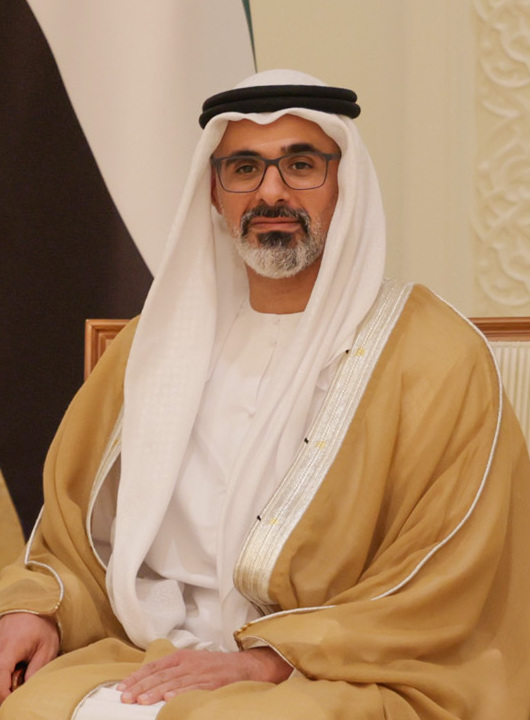
アラブ首長国連邦 ハーリド・ビン・ムハンマド・アール・ナヒヤーン（英語版）（皇太子）
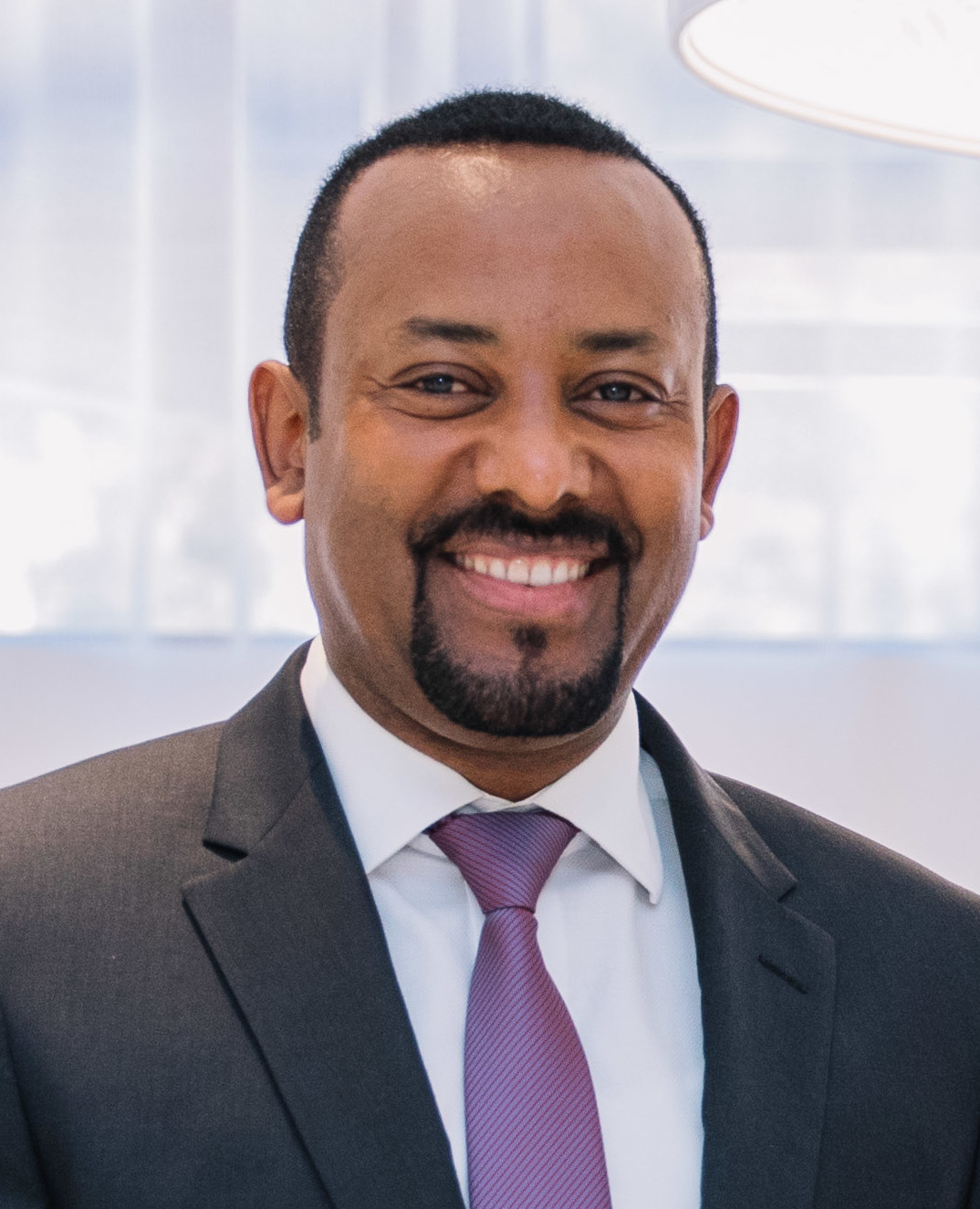
エチオピア アビィ・アハメド（首相）
インドネシア プラボウォ・スビアント（大統領）